# 8 House
55°37′03″ пн. ш. 12°34′18″ сх. д. / 55.617430555556° пн. ш. 12.571791666667° сх. д.

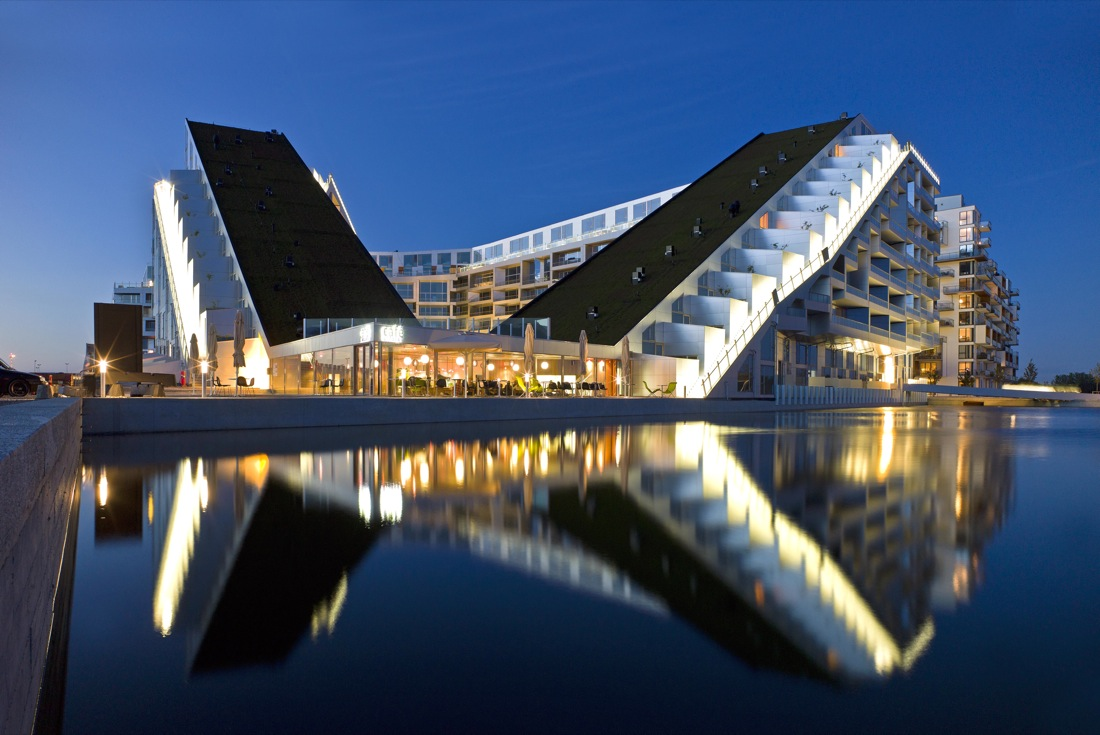
8 House, Ерестад

8 House (дан. 8 Tallet, укр. Дім-8), також відомий як Big House (укр. Великий дім) — це велика будівля багатофункціонального призначення, побудована у формі числа 8 на південному периметрі нового передмістя Ерестад у Копенгагені, Данія. Спроєктована Б’ярке Інгельсом, партнером-засновником групи Bjarke Ingels Group (BIG), ця метеликоподібна будівля має площу 61 тис. кв. м трьох різних типів житлового житла та 10 тис. кв. м торгових приміщень та офісів. Це найбільше приватне будівництво, яке коли-небудь проводили в Данії. Замовлена 2006 року компаніями Store Frederikslund Holding, Høpfner A/S та Danish Oil Company A/S, є третьою забудовою Інгельса в Ерестаді — після VM Houses та Mountain Dwellings.

## Дизайн

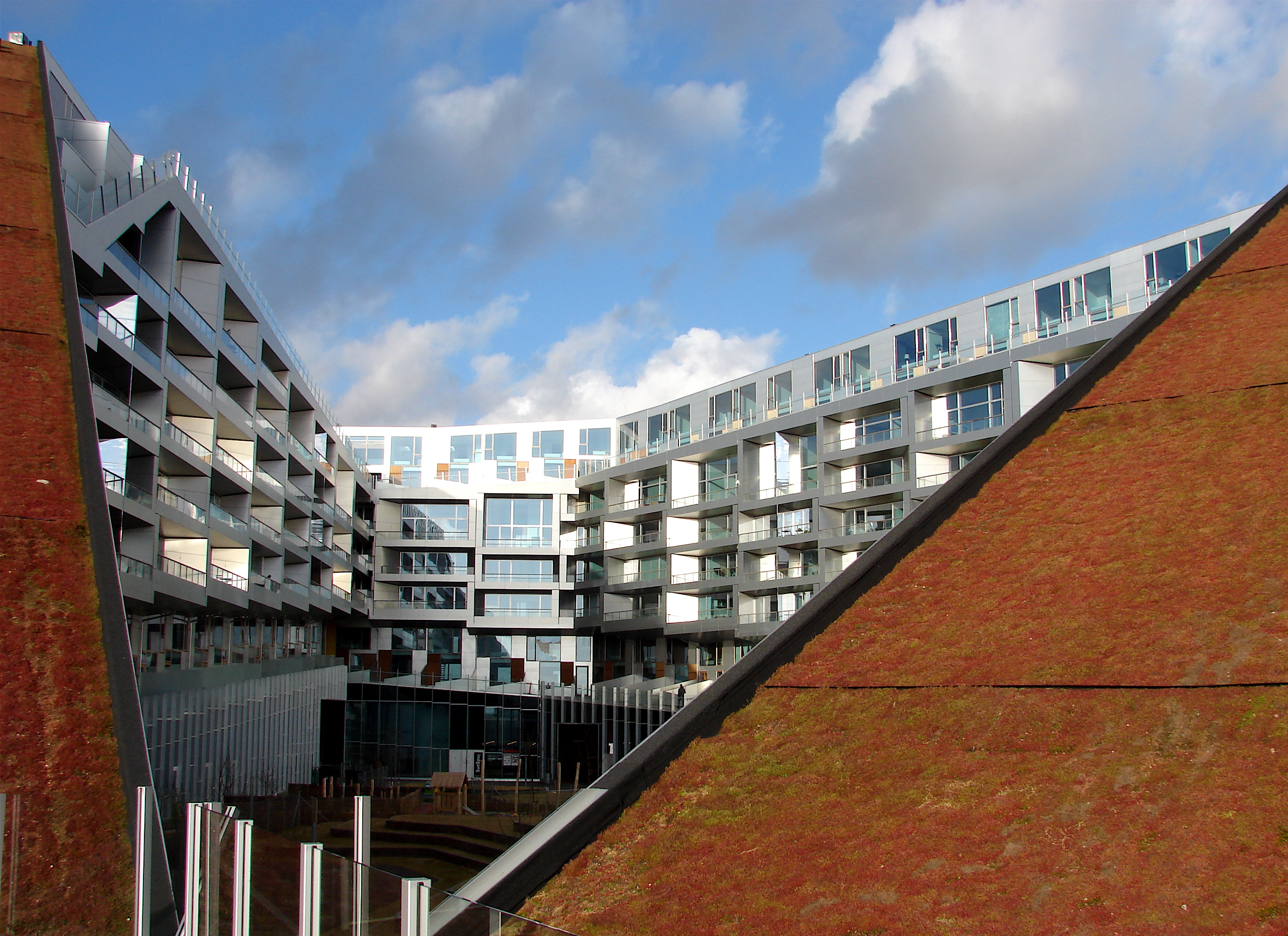
8 House

Звертаючись до свого другого прикладу «архітектурної алхімії», Б'ярке Інгельс пояснював свою ідею так: «Поєднуючи традиційні елементи, роздрібну торгівлю, грядки та квартири нетрадиційними способами, ви створюєте додану вартість, якщо не золото». Це досягнуто складанням різних елементів міського району в шари. Вони з'єднані променадою та велосипедною доріжкою, яка сягає 10-го поверху, що дозволяє співіснувати бізнесу та житлу.

Томас Крістофферсен, партнер BIG, який відповідає за проєкт, детальніше описав підхід:
Квартири розміщені нагорі, тоді як комерційна зона розгортається біля основи будівлі. В результаті різні кожен горизонтальний шар є якісно збудованим: квартири отримують красивий вигляд з вікна, сонячне світло та свіже повітря, а оренда офісів зливається з життям на вулиці. Це підкреслює форма 8 House, яка буквально піднята в північно-східному куті і відсунута в південно-західному, щоб дозволити світлу й повітрю потрапляти у південний двір.
Схема базувалася на типології периметрального блоку, але була стиснута посередині, щоб сформувати форму метелика з двома внутрішніми двориками. У центрі є прохід шириною 10 метрів, що з’єднує навколишні простори, територію парку на заході та ділянку каналу на сході. Торгова та комерційна зони біля основи будівлі складаються з кафе, дитячого садку та офісів, а житлова площа з будинками, квартирами та пентхаусами розташована вище. Із 10-поверхової похилої будівлі відкривається вид на поля та болота Калвебод-Фаеллед на півдні. Незвичайна рампа, яка кружляє навколо комплексу, покликана розвивати почуття спільності та заохочувати взаємодію між сусідами.

## Оцінка
Присуджуючи нагороду «Переможець житла» 2011 року, журі Всесвітнього фестивалю архітектури прокоментували: «8 House у кварталі Орестад Копенгагена — це зразковий проєкт. Він поєднує в собі роздрібні, комерційні будинки та квартири нетрадиційними способами, а його припіднята вулиця забезпечує новий рівень соціальної зацікавленості».

Журі Американського інституту архітекторів на врученні нагород 2012 року відзначило:
«8 House — це проєкт багатоквартирного житла зі змішаним використанням, який майстерно відтворює горизонтальний соціальний зв’язок та взаємодію вулиць сільської околиці за допомогою низки чудових доступних рамп. Уміла архітектура приміщення забезпечує підбадьорливу скульптурну форму, створює зведену «пішохідну» вуличну систему та дає житловим приміщенням наповнення світлом та краєвидами. Люди справді «живуть» у цьому новоствореному районі з магазинами, ресторанами, картинною галереєю, офісними приміщеннями, дитячим садком, навчальними закладами та звуком дітей, які грають на майданчику. Це складний і зразковий проєкт нової типології».

## Нагороди
- Будівництво року на Всесвітньому фестивалі архітектури[en] 2011 року[8].
- Архітектурна нагорода Американського інституту архітекторів[en] за досягнення, що підвищують загальну якість архітектурної практики, 2012 рік[7].
- Huffington Post включив 8 House у список «10 найкращих моментів архітектури 2001—2010 років»[5].
- Нагорода за найкращий зелений дах у Скандинавії від Скандинавської асоціації зелених дахів за «чітке та свідоме використання зеленого даху та його успішну інтеграції у візуальну ідентифікацію будівлі»[9].

## Галерея

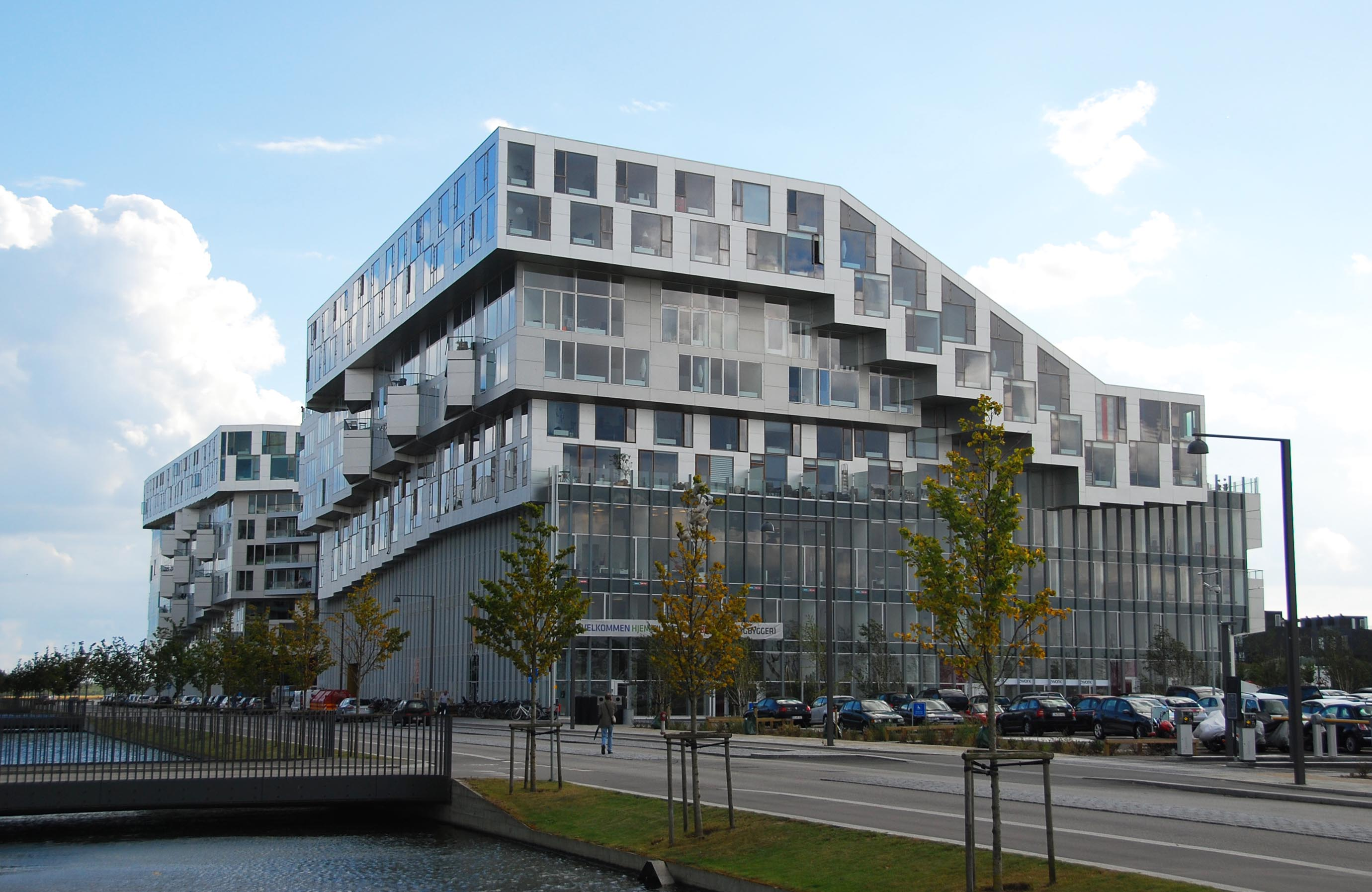
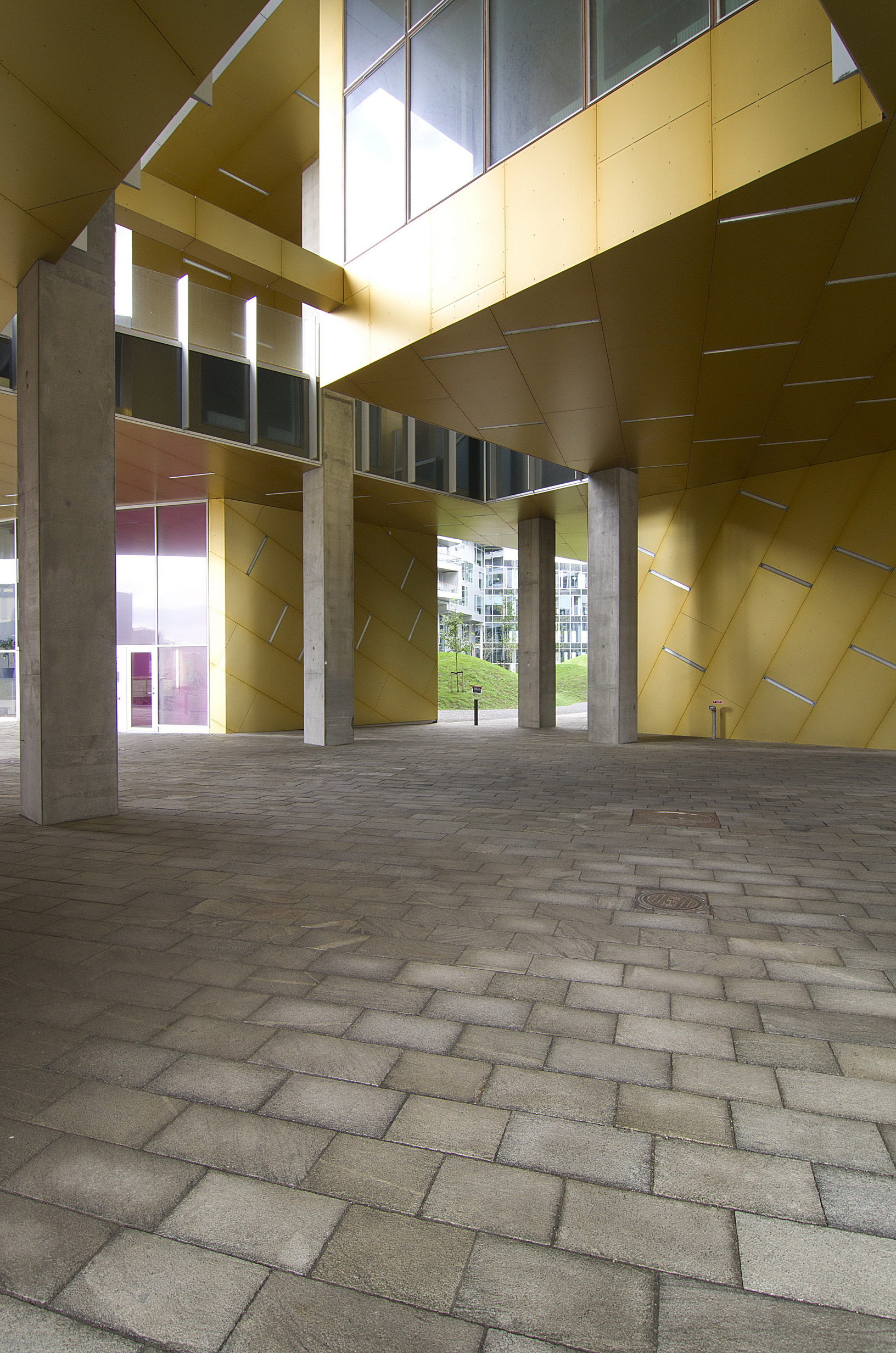
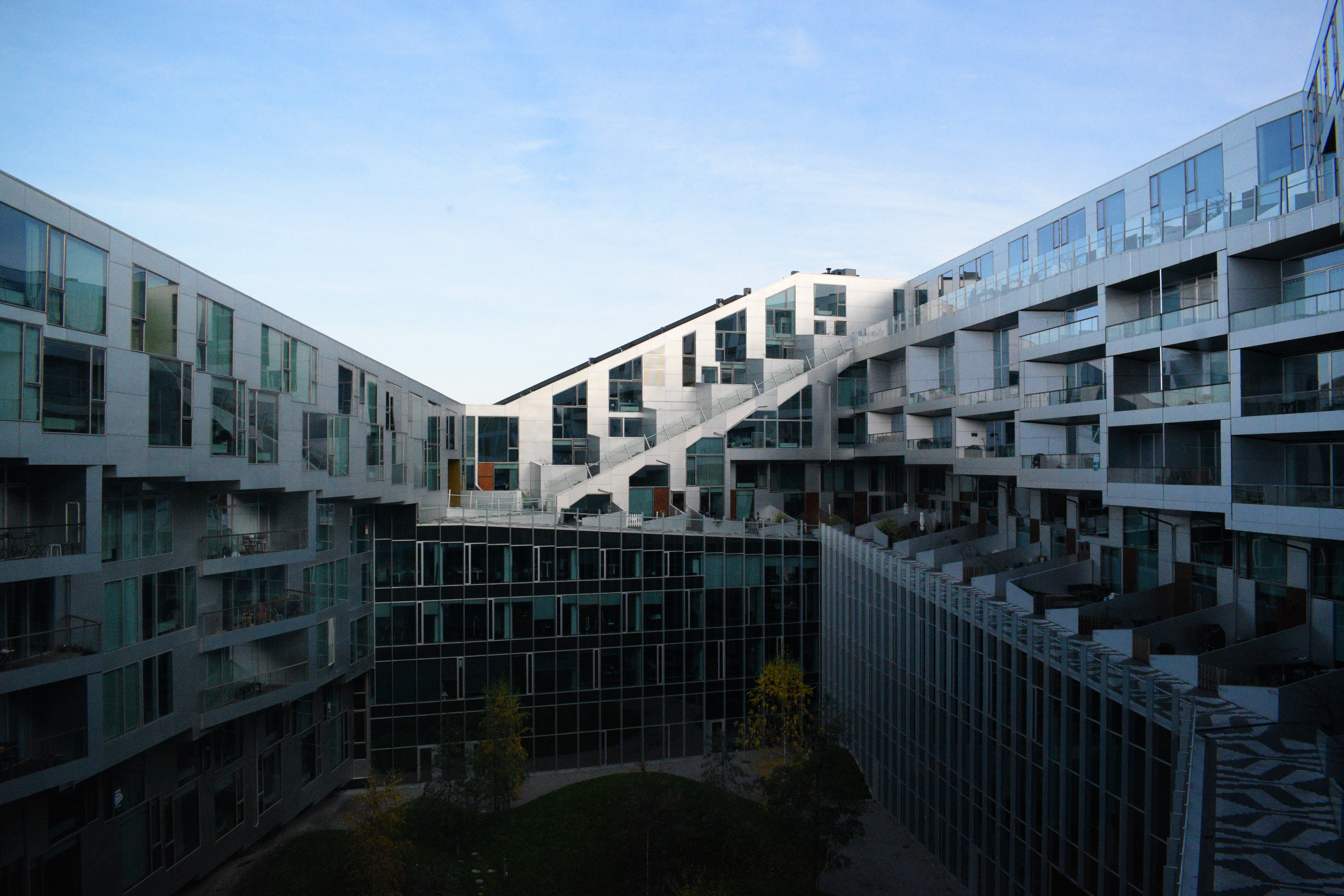